# La Drova
La Drova és una caseria del terme municipal de Barx (Safor) situada al pla o la vall de la Drova, a la vora l'antic camí de pastors que anava de Gandia a Barx, entre el massís del Mondúber a l'est i la serra del Buixcarró a l'oest. Segons l'INE, el 2006 tenia 563 habitants, una gran part d'ells d'origen britànic, francés i alemany.
Originàriament, la Drova va ser una caseria situada a la vora d'un camí de pastors, on el ramat s'aturava a beure en les seues fonts. Cap al 1300, tota la vall va ser donada als monjos del monestir de Santa Maria de la Valldigna i utilitzat com un lloc de sanejament i estada per als invàlids, ja que es considerava que l'aire i l'aigua d'estes contrades eren molt pures. La Vall dependria dels monjos des del segle xiii fins al segle xix, en què dues famílies de Xaló la compren, sent els seus descendents els habitants originaris de la Drova.
A partir del segle xx es va convertir en una mena de balneari en el sentit que acudien allà els malalts dels pulmons. Era saludable anar-hi a beure aigua i a menjar. No es construïx un balneari com a tal, però la gent que vivia allí llogava habitacions per a estos malalts. D'ací naix el seu esperit residencial. La Drova actual, és un conjunt d'urbanitzacions construïdes extralimitadament a finals del segle xx al voltant de la caseria originària del camí.
És un lloc residencial, però també d'estiueig de Barx, Gandia i Valencia, així com bastants ciutadans europeus que s'han traslladat a viure a la Drova permanentment. És també la llar del famós poeta Josep Piera, amb els seus nombrosos poemes, llibres de viatges i assaigs li han guanyat premis, inclosos l'"Andròmina" de novel·la el 1977, el "Carles Riba" de poesia el 1979 i el "Josep Pla" de la prosa literària en 1981.

## Vistes de la Drova des del massís del Mondúber

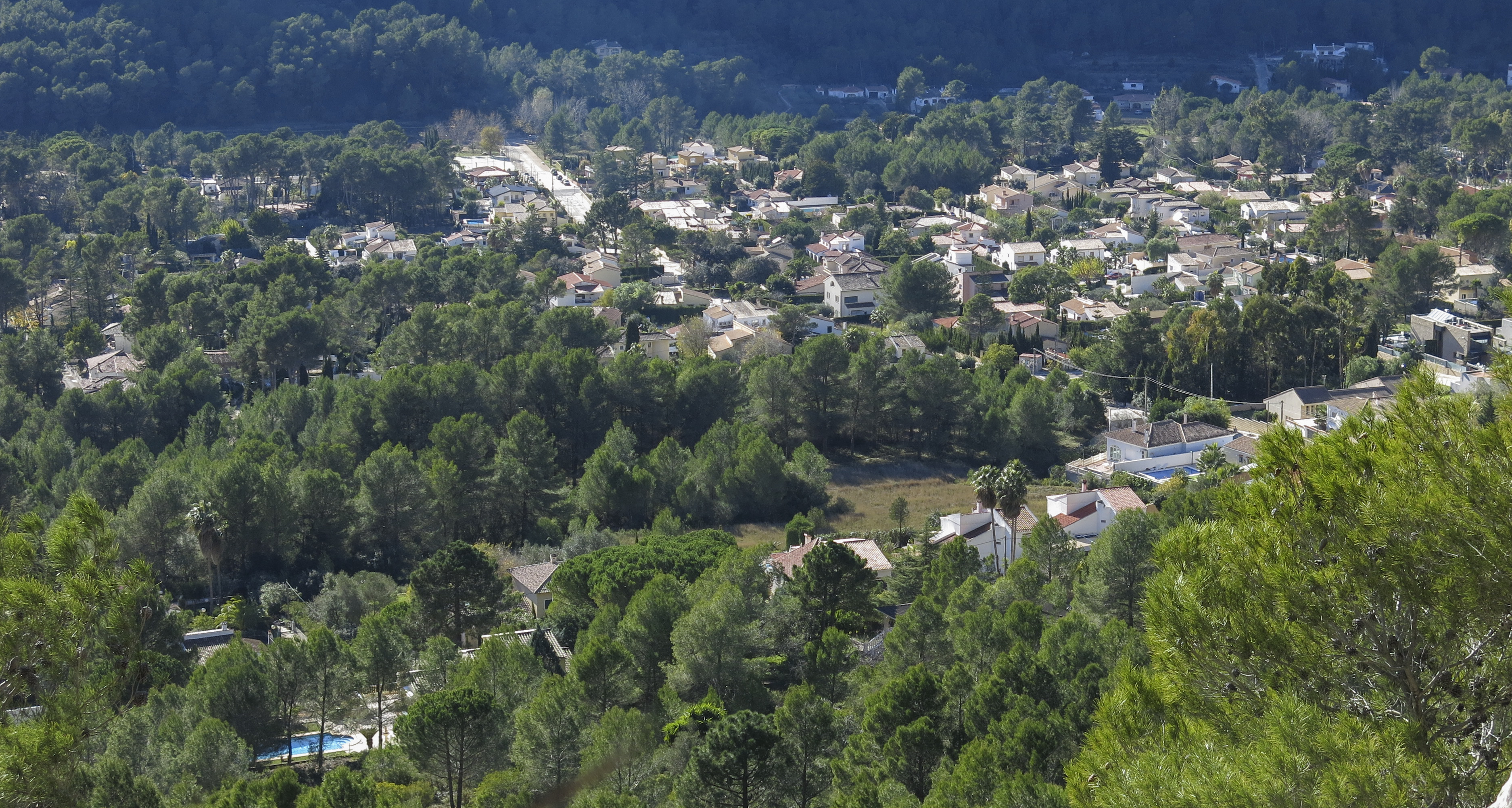
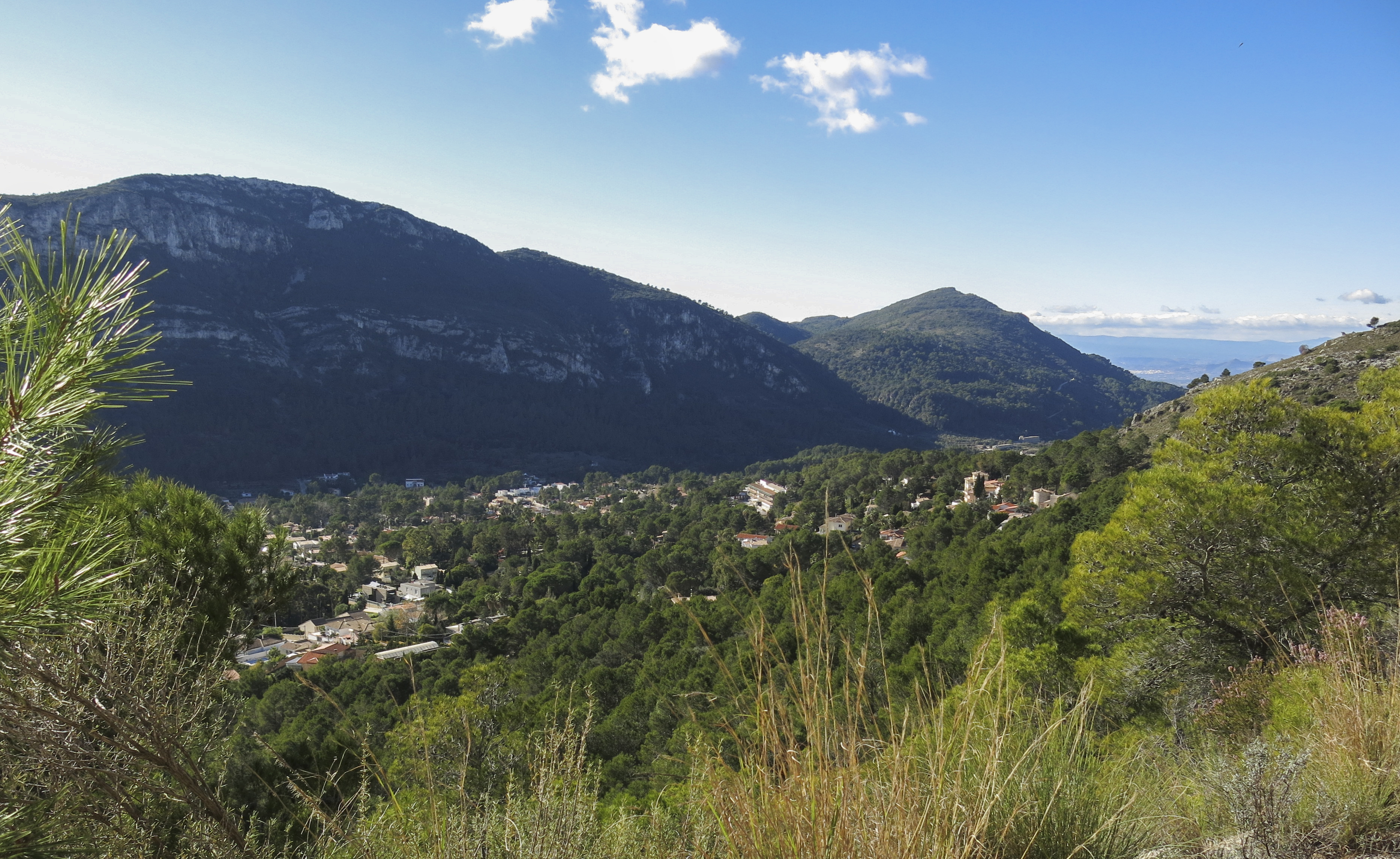
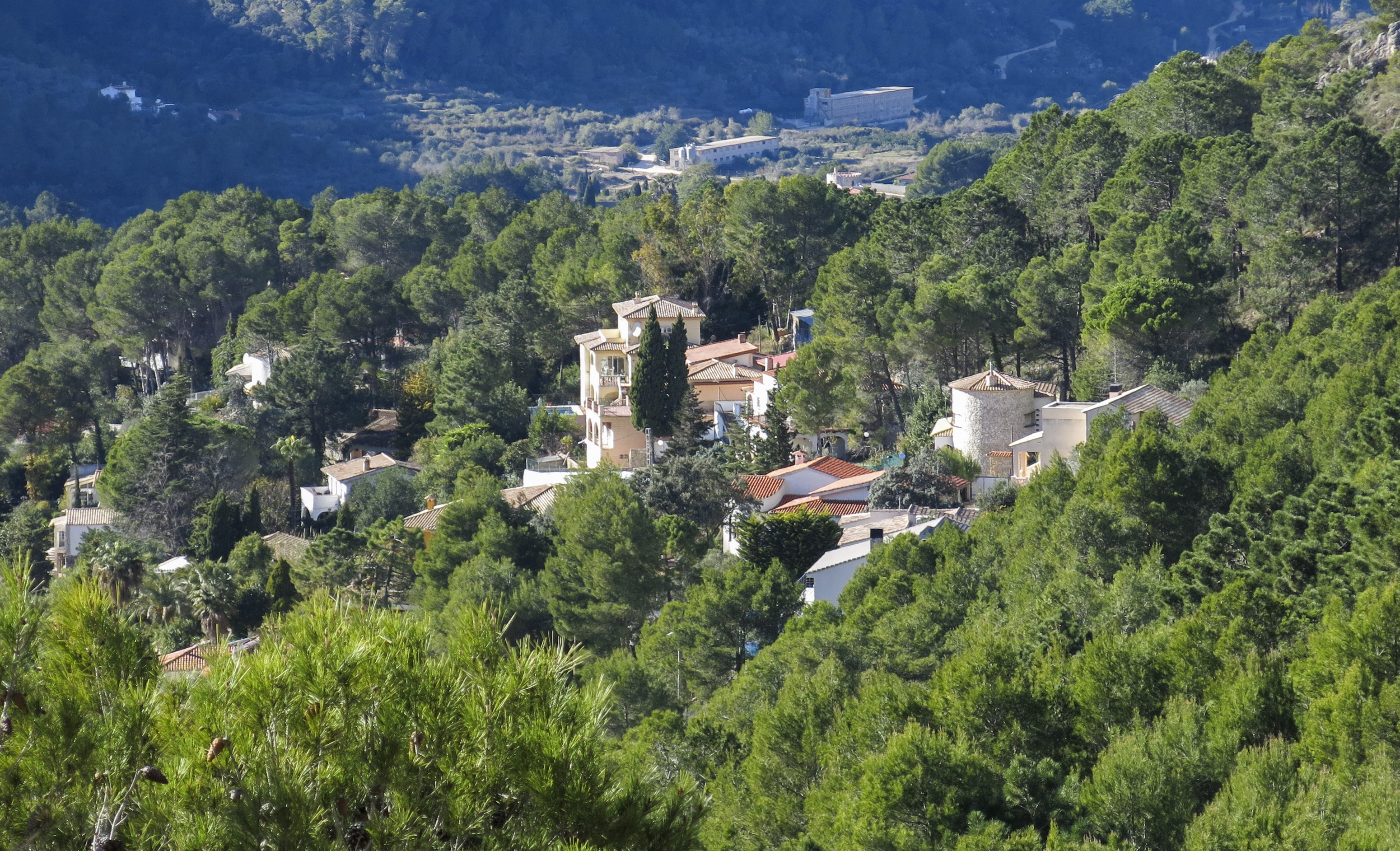
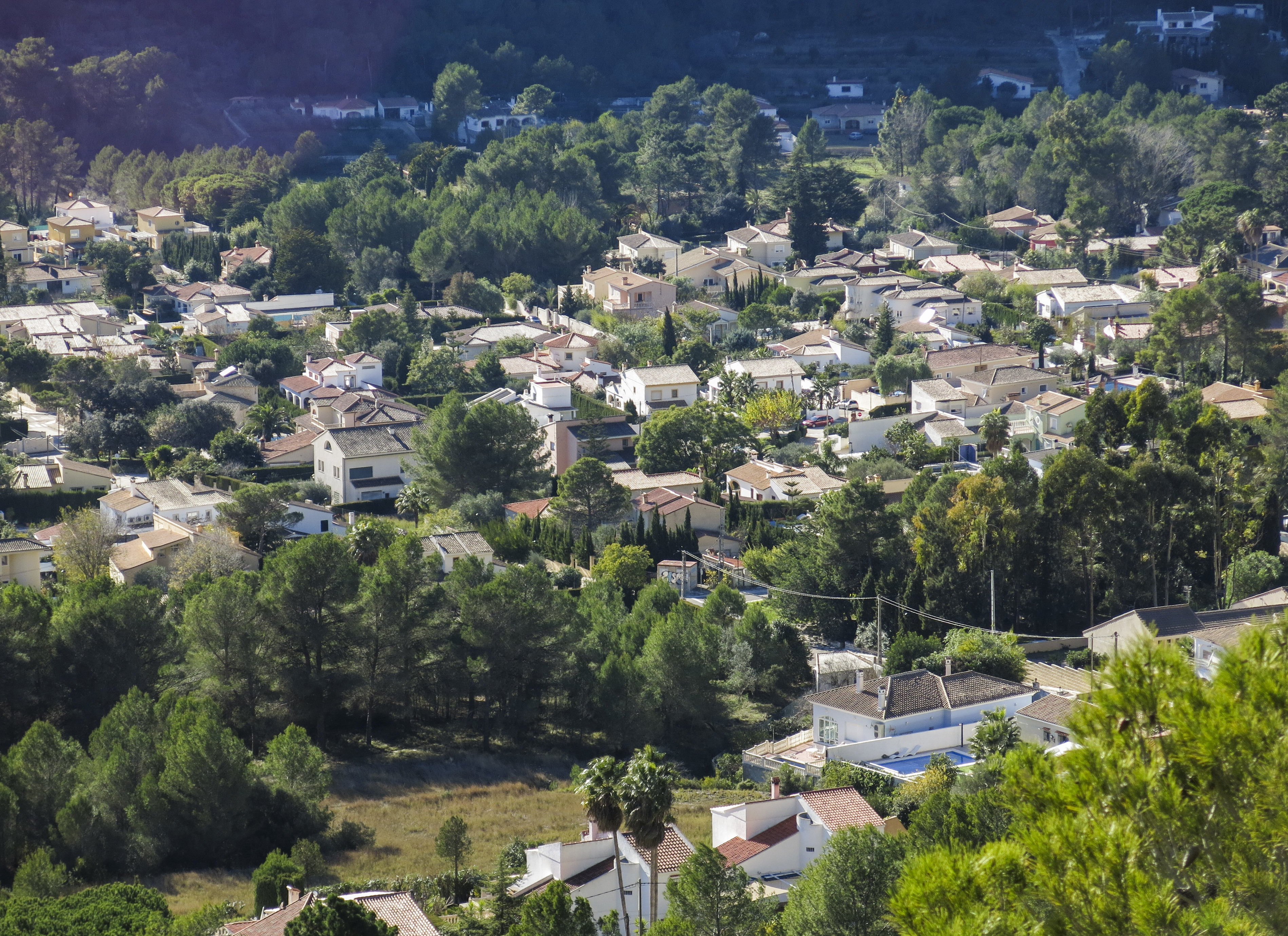